# Gusev (Marskrater)
Der Gusev-Krater ist ein 166 km großer Krater auf dem Planeten Mars. Seinen Namen hat er von der IAU 1976 nach dem russischen Astronomen Matwei Gussew (1826–1866) bekommen.

## Lage
Die Koordinaten dieses Marskraters lauten 14,5° Süd und 175,5° Ost (184,5° West). An seinem nördlichen Ende grenzt die Tiefebene Elysium Planitia, im Süden schließen sich die Hochländer Terra Cimmeria und Terra Sirenum an.

## Entstehung
Der Gusev-Krater entstand durch den Einschlag eines Asteroiden vor etwa 3,5 Milliarden Jahren. Nach Ansicht der Mehrheit der Wissenschaftler gelangte in der Folgezeit durch den von Süden einmündenden Canyon Ma'adim Vallis ein Eis-Wasser-Gemisch oder flüssiges Wasser in den Krater. Möglicherweise war der Gusev-Krater in früheren Zeiten sogar vollständig überflutet.

## Erforschung
Am 4. Januar 2004 landete die US-amerikanische Marssonde Spirit im Gusev-Krater. Im Laufe der Mission fand Spirit Hinweise auf eine frühere Verwitterung des Gesteins durch flüssiges Wasser. Diese zeigte sich beispielsweise durch die Existenz des Eisenminerals Goethit, das mit dem Mößbauer-Spektrometer an Bord von Spirit nachgewiesen wurde. Ob das Wasser an der Oberfläche oder als Grundwasser auftrat, ist immer noch eine offene Frage.
Die Sonde konnte den Krater bis März 2010 erforschen, danach konnte kein Kontakt mehr zu der Sonde aufgenommen werden.